# باد كونولي
باد كونولي (بالإنجليزية: Bud Connolly) هو لاعب كرة قاعدة أمريكي، ولد في 25 مايو 1901 في سان فرانسيسكو في الولايات المتحدة، وتوفي في 12 يونيو 1964 في بيركيلي في الولايات المتحدة.

## وصلات خارجية
- باد كونولي على موقعبيزبول رفرنس.كوم (الدوري الرئيسي) (الإنجليزية)